# Інтерполяція Ерміта
Інтерполяція Ерміта — поліноміальна інтерполяція запропонована Шарлем Ермітом, узагальнює інтерполяцію Лагранжа.
Інтерполяція Ерміта, як і інтерполяція Ньютона використовує розділені різниці.
Інтерполяція Ерміта будує многочлен мінімально-можливого степеня, що співпадає із заданою функцією в (n+1) точках, а також співпадіння m перших похідних в цих точках.
Тобто, вхідними даними є (n+1)(m+1) значень:
{\displaystyle {\begin{matrix}(x_{0},y_{0}),&(x_{1},y_{1}),&\ldots ,&(x_{n},y_{n}),\\[1ex](x_{0},y_{0}'),&(x_{1},y_{1}'),&\ldots ,&(x_{n},y_{n}'),\\[1ex]\vdots &\vdots &&\vdots \\[1.2ex](x_{0},y_{0}^{(m)}),&(x_{1},y_{1}^{(m)}),&\ldots ,&(x_{n},y_{n}^{(m)})\end{matrix}}}.
Отриманий многочлен буде мати степінь не більше (n+1)(m+1). Також можна задавати меншу (різну) кількість відомих похідних в кожній точці.

## Метод
В послідовності {\displaystyle x_{0},x_{1},x_{2},\ldots ,x_{n}}, продублюємо кожне значення (m+1) разів і назвемо її 
{\displaystyle z_{0},z_{1},\ldots ,z_{(n+1)(m+1)-1}}
і будемо рахувати розділені різниці для них. Хоча деякі з них будуть невизначенностями
{\displaystyle z_{i}=z_{i+1}\implies f[z_{i},z_{i+1}]={\frac {f(z_{i+1})-f(z_{i})}{z_{i+1}-z_{i}}}={\frac {0}{0}}}.
Ці невизначеності замінимо на {\displaystyle f'(z_{i})}.
Різниці вищих порядків  (j > 2) зі співпадаючими точками замінимо на похідні вищих порядків за правилом:
{\displaystyle {\frac {f^{(j)}(x_{i})}{j!}}.}

### Приклад
Наблизимо функцію {\displaystyle f(x)=x^{8}+1}. Обчислимо значення та 2 перші похідні для {\displaystyle x\in \{-1,0,1\}}, отримаємо:
| x  | f(x) | f′(x) | f″(x) |
| -- | ---- | ----- | ----- |
| −1 | 2    | −8    | 56    |
| 0  | 1    | 0     | 0     |
| 1  | 2    | 8     | 56    |

Потроїмо точки {\displaystyle \{z_{i}\}=\{-1,-1,-1,0,0,0,1,1,1\}}. Обчислимо таблицю розділених різниць:
{\displaystyle {\begin{array}{llcclrrrrr}z_{0}=-1&f[z_{0}]=2&&&&&&&&\\&&{\frac {f'(z_{0})}{1}}=-8&&&&&&&\\z_{1}=-1&f[z_{1}]=2&&{\frac {f''(z_{1})}{2}}=28&&&&&&\\&&{\frac {f'(z_{1})}{1}}=-8&&f[z_{3},z_{2},z_{1},z_{0}]=-21&&&&&\\z_{2}=-1&f[z_{2}]=2&&f[z_{3},z_{2},z_{1}]=7&&15&&&&\\&&f[z_{3},z_{2}]=-1&&f[z_{4},z_{3},z_{2},z_{1}]=-6&&-10&&&\\z_{3}=0&f[z_{3}]=1&&f[z_{4},z_{3},z_{2}]=1&&5&&4&&\\&&{\frac {f'(z_{3})}{1}}=0&&f[z_{5},z_{4},z_{3},z_{2}]=-1&&-2&&-1&\\z_{4}=0&f[z_{4}]=1&&{\frac {f''(z_{4})}{2}}=0&&1&&2&&1\\&&{\frac {f'(z_{4})}{1}}=0&&f[z_{6},z_{5},z_{4},z_{3}]=1&&2&&1&\\z_{5}=0&f[z_{5}]=1&&f[z_{6},z_{5},z_{4}]=1&&5&&4&&\\&&f[z_{6},z_{5}]=1&&f[z_{7},z_{6},z_{5},z_{4}]=6&&10&&&\\z_{6}=1&f[z_{6}]=2&&f[z_{7},z_{6},z_{5}]=7&&15&&&&\\&&{\frac {f'(z_{6})}{1}}=8&&f[z_{8},z_{7},z_{6},z_{5}]=21&&&&&\\z_{7}=1&f[z_{7}]=2&&{\frac {f''(z_{7})}{2}}=28&&&&&&\\&&{\frac {f'(z_{7})}{1}}=8&&&&&&&\\z_{8}=1&f[z_{8}]=2&&&&&&&&\\\end{array}}}
і побудуємо многочлен
{\displaystyle {\begin{aligned}P(x)&=2-8(x+1)+28(x+1)^{2}\\&\quad -21(x+1)^{3}+15x(x+1)^{3}\\&\quad -10x^{2}(x+1)^{3}+4x^{3}(x+1)^{3}\\&\quad -1x^{3}(x+1)^{3}(x-1)+x^{3}(x+1)^{3}(x-1)^{2}\\&=x^{8}+1.\end{aligned}}}
взявши коефіцієнти з діагоналі (зверху), домноживши їх на {\displaystyle \prod _{i=0}^{k-1}(x-z_{i})}, як і в многочленах Ньютона.